# Maira
Maira egy kutya a görög mitológiában.
A legenda szerint Maira Athéni Ikariosz, az első szőlőműves kutyája volt. Ikarioszt pásztorok agyonverték, miután ittak borából, és mámorukat mérgezésnek gondolták. Másnap, amikor kijózanodtak, eltemették Ikarioszt. Ikariosz lányát, Érigonét Maira vezette a sírhoz.

## Érdekesség
• Mairát a Kis Kutya csillagképben „helyezte el” Zeusz.